# Lukáš Hlouch
Lukáš Hlouch (* 12. prosince 2000, Třebíč) je český baseballista.

## Biografie
Lukáš Hlouch se narodil v roce 2000. Ve 12 letech začal hrát fotbal, následně ho zaujal baseball. Po půl roce na turnaji byl osloven trenérem reprezentace do 12 let, zda by nechtěl působit v širším výběru pro reprezentaci. Zúčastnil se mistrovství Evropy v baseballu na Hluboké. V roce 2018 působil v reprezentaci juniorů, reprezentaci do 21 let a v reprezentaci dospělých. Zároveň hrál od počátku kariéry v klubu Třebíč Nuclears, od roku 2017 v extralize. V květnu roku 2019 odešel z Třebíč Nuclears do týmu Draci Brno, zpočátku na hostování. V roce 2020 podal přihlášku na Fakultu sportovních studií Masarykovy univerzity v Brně. Od sezóny 2021 nastupoval za baseballový klub Hroši Brno, zpět do Třebíč Nuclears se vrátil na sezónu 2023.
V roce 2018 byl vybrán do světového výběru americké ligy MLB. Sledují jej skauti týmů z MLB.
V roce 2024 byl v anketě Sportovec kraje Vysočina oceněn 3. místem v kategorii Dospělí – muži.